# Ger van Zanen
Gerrit Cornelis Nicolaas (Ger) van Zanen (Amsterdam, 22 december 1929 – Amsterdam, 17 maart 2015) was een Nederlands bioloog.

## Biografie
Hij was zoon van bankwerker en elektricien Gerrit van Zanen en Alida Hendrika de Best. Ze woonden aan de Bertelmanstraat in Amsterdam-Zuid. Hijzelf was getrouwd met onderwijzeres Jannetje (Jannie) Delver (Edam, 1936-Amsterdam, 2001)
Na een opleiding aan de middelbare school ging Van Zanen studeren aan de Universiteit van Amsterdam. Hij studeerde genetica en plantkunde, dat laatste bij Jacob Heimans, zoon van onderwijzer en natuurbeschermer Eli Heimans. In 1956 slaagt hij voor zijn doctoraal examen biologie. Hij werd biologieleraar onder andere in Bussum. Hij werd in 1960 lid van de (Amsterdamse afdeling van de) Koninklijke Nederlandse Natuurhistorische Vereniging (KNNV) met name voor de veldbiologie. Zijn liefhebberij waren met name de planten en paddenstoelen. Bij die vereniging leerde hij zij vrouw kennen. In later jaren was hij voorzitter van de afdeling Amsterdam; hij woonde daarbij overigens in Amsterdam-Noord (De Breekstraat). Hij was voorts secretaris van de werkgroep "Mycologisch Onderzoek IJsselmeerpolders".
Hij leidde tal van onderzoeken en inventarisaties van de natuur in en rond Amsterdam, niet alleen beroepsmatig, maar ook als hobby. Daarbij schroomde hij niet om met “leken” parken en plantsoenen in te trekken. 
Zijn nalatenschap bestond een kaartenbak met uitgebreide documentatie omtrent paddenstoelen alsmede een Herbarium Fungi, een verzameling gedroogde paddenstoelen voortkomend uit zijn onderzoek. Tevens ontving die vereniging talloze foto’s en tekeningen, die hij samen met zijn vrouw maakte. Het werd overgedragen aan het Herbarium Frisicum. Kapitaal werd geschonken aan de KNNV en de Nederlandse Mycologische Vereniging (NMV). 

## Eerbetoon
In 1991 werd hij benoemd tot erelid van de afdeling Amsterdam van de KNNV; in 2000 tot erelid van de KNNV zelf. In 2004 kreeg hij uit handen van wethouder Duko Stadig de "Amsterdamse Natuur en Milieuprijs" overhandigd; dit onder initiatief van de KNNV. Het KNNV heeft sinds 2017 "Ger van Zanen vouchers", ter ondersteuning van plaatselijke activiteiten. De NMV kent "Ger van Zanen dagen" (introductietochten nieuwe leden) en gaf hem eerder de Cool & van der Lekprijs. In het arboretum van De Nieuwe Ooster staat sinds 2020 namens de KNNV in perk 58 een herinneringsboom Carpinus betulus Lucas, een haagbeuk. Van Zanen werd overigens daar niet begraven; hij werd gecremeerd op De Nieuwe Noorder. 
Vanaf februari 2022 kent Amsterdam een Ger van Zanenbrug. 